# Bjørn Morten Kjærnes
Bjørn Morten Kjærnes (Oslo, 29 augustus 1952) is een Noorse componist, muziekpedagoog, arrangeur en dirigent.

## Levensloop
Kjærnes studeerde pedagogiek en muziek aan de pedagogische hogeschool in Hamar en Bergen. Vervolgens studeerde hij compositie bij Lasse Thoresen en Olav Anton Thommessen aan de Norges Musikkhøgskole in Oslo. Een belangrijk vakgebied was voor hem de sonologie, de wetenschap in elektronische muziek. Dit uitte zich in zowel zijn composities als in zijn werk als docent. 
Als docent en muziekpedagoog was hij verbonden aan zowel muziekscholen, basisscholen, middelbare scholen en volkshogescholen. Hij werd in de Noorse provincie Akershus directeur van de gemeentelijke school voor muziek en dans inÅs en Frogn. Tegenwoordig is hij directeur van de cultuurschool (Kontra Kulturskole) in Ski.
Als scholier aan zijn middelbare school begon hij al als dirigent bij het dansorkestje The Mexican Memorial. In Ski kreeg hij de opdracht een bigband op te richtten om de culturele activiteiten te promoten. Vele jaren was hij dirigent van het gospelkoor Ås Ten Sing, Ten Sing Årnes en Praising in Hamar. Vanaf 1977 dirigeert hij ook harmonieorkesten en brassbands zoals het Nordby Ungdomskorps, Ås Guttemusikkorps, Prinsdal skolekorps, Sofiemyr skolekorps, Nordfjord Ungdomskorps, Jernbanens Musikkorps Oslo (1997-2006), Romsås Janitsjar, Stabekk Janitsjarorkester en het Asker kamerkoor.
Hij organiseerde en leidde zomermuziekscholen van de landelijke Noorse federatie van blaasorkesten (Norges Musikkorpes Forbund).
Als componist schreef hij werken voor orkest, harmonieorkest, brassband, vocale muziek, kamermuziek en pedagogische werken. Hij bewerkte rond 200 stukken voor harmonieorkest en brassband. Kjærnes is een veel gevraagd jurylid bij muziekwedstrijden van de nationale en internationale federaties. Bij de muziekuitgeverij Norsk Noteservice AS is hij verantwoordelijk voor de uitgaven van de blaasmuziek. 

## Composities

### Werken voor orkest
- 1985: - Relations, voor orkest
- 1992: - Frames - a Symphonic Impression, voor orkest

### Werken voor harmonieorkest of brassband
- 1985: - En begynnelse, voor jeugdharmonieorkest
- 1986: - Fantasy in Sounds, voor harmonieorkest
- 1987: - Blå kontraster - Så seile vi på Mjøsa, voor harmonieorkest
- 1988: - An Ancient Party, voor harmonieorkest en orgel
- 1988: - Hymne, voor harmonieorkest en orgel
- 2000: - Form and Colours - An aural study of the Golden Section, voor harmonieorkest
- - Bergsøy Marsj, voor harmonieorkest
- - Fanfare
- - I mitt hjertes have
- - Seier'n er vår

### Werken voor bigband
- 1986: - Medmennesker : Luftslott ?, voor gemengd koor, dwarsfluit en bigband

### Vocale muziek

#### Werken voor koor
- 1986: - Medmennesker : Luftslott ?, voor gemengd koor, dwarsfluit en bigband

### Pedagogische werken
- 1990: - Första flöjtboken (Het 1e boekje voor dwarsfluit)
- 1990: - Första klarinettboken (Het 1e boekje voor klarinet)
- 1991: - Första saxofonboken (Het 1e boekje voor saxofoon)
- 1991: - Första trombonboken
- 1991: - Första trumpetboken